# Ed Ward
Pour les articles homonymes, voir Ward.
Edward J. Ward (né le 10 novembre 1969 à Edmonton, dans la province de l'Alberta au Canada) est un joueur professionnel retraité de hockey sur glace ayant évolué à la position d'ailier droit.

## Carrière
Réclamé en sixième ronde par les Nordiques de Québec lors du repêchage de 1988 de la Ligue nationale de hockey alors qu'il évolue pour les Wildcats de Northern Michigan, club universitaire s'alignant dans la division Western Collegiate Hockey Association du championnat de la NCAA. Ward poursuit avec les Wildcats jusqu'en 1991 avant de devenir joueur professionnel.
Il rejoint alors le club affilié aux Nordiques dans la Ligue américaine de hockey, les Citadels d'Halifax et dispute également douze rencontres avec les Monarchs de Greensboro de l'ECHL lors de cette première saison. Rejoignant les Aces de Cornwall en 1993 lorsque les Nordiques transfèrent leur club-école, il effectue au cours de cette même saison ses débuts dans la LNH, prenant part à sept parties avec Québec.
Après avoir commencé la saison 1994-1995 avec les Aces, les Nordiques l'échangent aux Flames de Calgary où il rejoint leur club ferme, les Flames de Saint-Jean. Ward doit attendre à la saison 1997-1998 avant d'obtenir un poste permanent en LNH avec les Flames, il récolte à cette première saison complète un sommet personnel en carrière au chapitre des minutes de punitions avec une récoltes de 122 en 64 rencontres.
Laissé sans protection par les Flames en vue du repêchage d'expansion des Thrashers d'Atlanta à l'été 1999, Ward se voit être réclamé par ces derniers, il ne dispute cependant que 44 parties avec les Thrashers avant d'être échangé aux Mighty Ducks d'Anaheim avec il ne joue que huit parties.
À l'été 2000, les Ducks l'échangent à leur tours, cette fois aux Devils du New Jersey et l'ailier rejoint alors le club affilié aux Devils en LAH, les River Rats d'Albany. Devenu agent libre à l'été suivante il signe pour une saison avec le Timrå IK de la Elitserien en Suède avant de se retirer de la compétition.

## Statistiques
| Saison     | Équipe                        | Ligue      |     | Saison régulière | Saison régulière | Saison régulière | Saison régulière | Saison régulière |   | Séries éliminatoires | Séries éliminatoires | Séries éliminatoires | Séries éliminatoires | Séries éliminatoires |
| Saison     | Équipe                        | Ligue      | PJ  | B                | A                | Pts              | Pun              | PJ               | B | A                    | Pts                  | Pun                  |                      |                      |
| 1986-1987  | Crusaders de Sherwood Park    | LHJA       | 60  | 18               | 28               | 46               | 272              |                  |   |                      |                      |                      |                      |                      |
| 1987-1988  | Wildcats de Northern Michigan | WCHA       | 25  | 0                | 2                | 2                | 40               |                  |   |                      |                      |                      |                      |                      |
| 1988-1989  | Wildcats de Northern Michigan | WCHA       | 42  | 5                | 15               | 20               | 36               |                  |   |                      |                      |                      |                      |                      |
| 1989-1990  | Wildcats de Northern Michigan | WCHA       | 39  | 5                | 11               | 16               | 77               |                  |   |                      |                      |                      |                      |                      |
| 1990-1991  | Wildcats de Northern Michigan | WCHA       | 46  | 13               | 18               | 31               | 109              |                  |   |                      |                      |                      |                      |                      |
| 1991-1992  | Monarchs de Greensboro        | ECHL       | 12  | 4                | 8                | 12               | 21               |                  |   |                      |                      |                      |                      |                      |
| 1991-1992  | Citadels d'Halifax            | LAH        | 51  | 7                | 11               | 18               | 65               |                  |   |                      |                      |                      |                      |                      |
| 1992-1993  | Citadels d'Halifax            | LAH        | 70  | 13               | 19               | 32               | 56               |                  |   |                      |                      |                      |                      |                      |
| 1993-1994  | Aces de Cornwall              | LAH        | 60  | 12               | 30               | 42               | 65               | 12               | 1 | 3                    | 4                    | 14                   |                      |                      |
| 1993-1994  | Nordiques de Québec           | LNH        | 7   | 1                | 0                | 1                | 5                |                  |   |                      |                      |                      |                      |                      |
| 1994-1995  | Aces de Cornwall              | LAH        | 56  | 10               | 14               | 24               | 118              |                  |   |                      |                      |                      |                      |                      |
| 1994-1995  | Flames de Saint-Jean          | LAH        | 11  | 4                | 5                | 9                | 20               | 5                | 1 | 0                    | 1                    | 10                   |                      |                      |
| 1994-1995  | Flames de Calgary             | LNH        | 2   | 1                | 1                | 2                | 2                |                  |   |                      |                      |                      |                      |                      |
| 1995-1996  | Flames de Saint-Jean          | LAH        | 12  | 1                | 2                | 3                | 45               | 16               | 4 | 4                    | 8                    | 27                   |                      |                      |
| 1995-1996  | Flames de Calgary             | LNH        | 41  | 3                | 5                | 8                | 44               |                  |   |                      |                      |                      |                      |                      |
| 1996-1997  | Vipers de Détroit             | LIH        | 31  | 7                | 6                | 13               | 45               |                  |   |                      |                      |                      |                      |                      |
| 1996-1997  | Flames de Saint-Jean          | LAH        | 1   | 0                | 0                | 0                | 0                |                  |   |                      |                      |                      |                      |                      |
| 1996-1997  | Flames de Calgary             | LNH        | 40  | 5                | 8                | 13               | 49               |                  |   |                      |                      |                      |                      |                      |
| 1997-1998  | Flames de Calgary             | LNH        | 64  | 4                | 5                | 9                | 122              |                  |   |                      |                      |                      |                      |                      |
| 1998-1999  | Flames de Calgary             | LNH        | 68  | 3                | 5                | 8                | 67               |                  |   |                      |                      |                      |                      |                      |
| 1999-2000  | Thrashers d'Atlanta           | LNH        | 44  | 5                | 1                | 6                | 44               |                  |   |                      |                      |                      |                      |                      |
| 1999-2000  | Mighty Ducks d'Anaheim        | LNH        | 8   | 1                | 0                | 1                | 15               |                  |   |                      |                      |                      |                      |                      |
| 2000-2001  | Devils du New Jersey          | LNH        | 4   | 0                | 1                | 1                | 6                |                  |   |                      |                      |                      |                      |                      |
| 2000-2001  | River Rats d'Albany           | LAH        | 65  | 14               | 19               | 33               | 71               |                  |   |                      |                      |                      |                      |                      |
| 2001-2002  | Timrå IK                      | Elitserien | 34  | 3                | 2                | 5                | 64               |                  |   |                      |                      |                      |                      |                      |
| Totaux LNH | Totaux LNH                    | Totaux LNH | 278 | 23               | 26               | 49               | 354              |                  |   |                      |                      |                      |                      |                      |

## Transactions en carrière
- Repêchage 1988 : repêché par les Nordiques de Québec (6e choix de l'équipe, 108e choix au total).
- 23 mars 1995 : échangé par les Nordiques aux Flames de Calgary en retour de François Groleau.
- 25 juin 1999 : réclamé par les Thrashers d'Atlanta lors de leur repêchage d'expansion.
- 14 mars 2000 : échangé par les Thrashers aux Mighty Ducks d'Anaheim en retour du choix de septième ronde des Ducks au repêchage de 2001 (les Thrashers sélectionnent avec ce choix Colin Fitzrandolph).
- 12 juin 2000 : échangé par les Mighty Ducks aux Devils du New Jersey en retour du choix de septième ronde des Devils au repêchage de 2001 (les Ducks sélectionnent avec ce choix Tony Mårtensson).